# Jamestown Exposition
La Jamestown Exposition est l'une des nombreuses expositions internationales qui étaient populaires aux États-Unis au début du XXe siècle. Célébrant le 300e anniversaire de la fondation de Jamestown dans la Colonie de Virginie, elle s'est tenue du 26 avril au 1er décembre 1907 à Sewell's Point (en), à Norfolk. Elle célèbre la première implantation britannique permanente dans ce qui est l'actuel territoire des États-Unis. En 1975, la vingtaine de bâtiments restants de l'exposition ont été enregistrés au Registre national des lieux historiques.